# Melun
Melun is een stad en gemeente in Frankrijk, gelegen op ongeveer 50 kilometer ten zuidoosten van Parijs. De gemeente telde 43.685 inwoners op 1 januari 2022. Melun is de hoofdstad van het departement Seine-et-Marne en een historische stad aan de Seine met een rijk patrimonium. 

## Geografie
Het is de hoofdstad van het departement Seine-et-Marne. De oppervlakte van Melun bedroeg op 1 januari 2022 8,04 vierkante kilometer; de bevolkingsdichtheid was toen 5.433,5 inwoners per km². De stad ligt aan de Seine.
De stad bestaat uit verschillende wijken: Saint-Étienne op het riviereiland in de Seine, Saint-Aspais, het oude stadsdeel op de noordelijke oever, en Saint-Ambroise, het oude stadsdeel op de zuidelijke oever, zijn de oudste wijken. Daar kwamen Saint-Liesne in het oosten, Saint-Barthélemy in het westen en Vieux Marché in het noorden bij.
De onderstaande kaart toont de ligging van Melun met de belangrijkste infrastructuur en aangrenzende gemeenten.

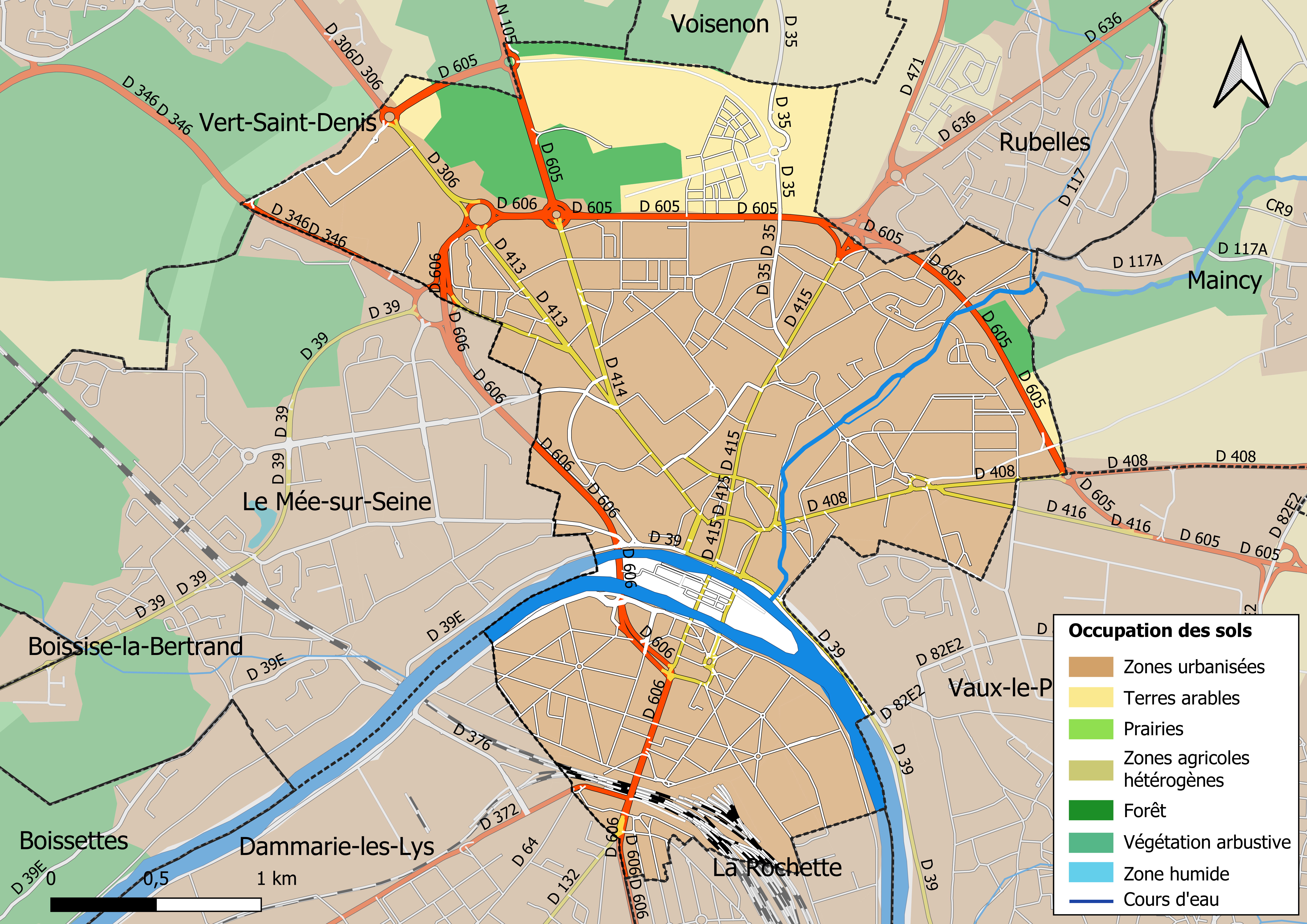

## Geschiedenis
Melun werd gesticht op het riviereiland Saint-Étienne in de Seine. De nederzetting van de Senones wordt door Julius Caesar genoemd in zijn Commentarii de bello Gallico. De Romeinse naam voor de stad was Melodonum. De antieke stad strekte zich uit over het riviereiland en de zuidelijke oever van de Seine.
In de vroege middeleeuwen werd de stad bij het bisdom Sens gevoegd. In de stad werd de benedictijner Abdij van Saint-Père gesticht. In de 10e eeuw bouwden de Capetingers een koninklijk kasteel op het riviereiland om de Seine te bewaken. De stad groeide verder op de noordelijke oever van de Seine en kreeg tussen 1205 en 1212 een stadsmuur. Deze muur werd in de loop van de 15e en 16e eeuw aangepast en versterkt. Op 11 april 1226 werd in Melun de vrede van Melun gesloten.
Het kasteel verloor na de middeleeuwen zijn rol als koninklijke residentie. Eind 17e eeuw werd het ontmanteld. De stad bloeide als aanvoerhaven van meel voor Parijs en als administratief centrum. Er vestigden zich vijf kloosters in de stad. In de 18e eeuw werd een legerkazerne geopend, waar huzaren, dragonders en mammelukken gelegerd waren.
In 1800 werd de prefectuur van Seine-et-Marne in Melun gevestigd. De stadsmuren en -poorten waren tegen de helft van de 19e eeuw volledig afgebroken. In 1847 werd het treinstation geopend en hierdoor verschoof het economisch zwaartepunt naar het zuiden van de stad. Er kwam nieuwe industrie: de brouwerij Grüber (1880) of de Coopération Pharmaceutique Française (Cooper, 1910). In 1945 kwam er ook een opleidingscentrum van de gendarmerie.
De stad leed zware schade tijdens de Tweede Wereldoorlog door bombardementen.

## Demografie
Onderstaande figuur toont het verloop van het inwonertal (bron: INSEE-tellingen).

## Economie
Vooral de dienstensector is belangrijk in Melun. Als prefectuur is het een administratief en gerechtelijk centrum. Er is ook industrie (chemie, machines en voedselverwerking). Melun doet dienst als handelscentrum voor het zuiden van de landbouwstreek Brie. Uit Melun komt een brie die een AOC-keurmerk heeft, de Brie de Melun.

## Erfgoed

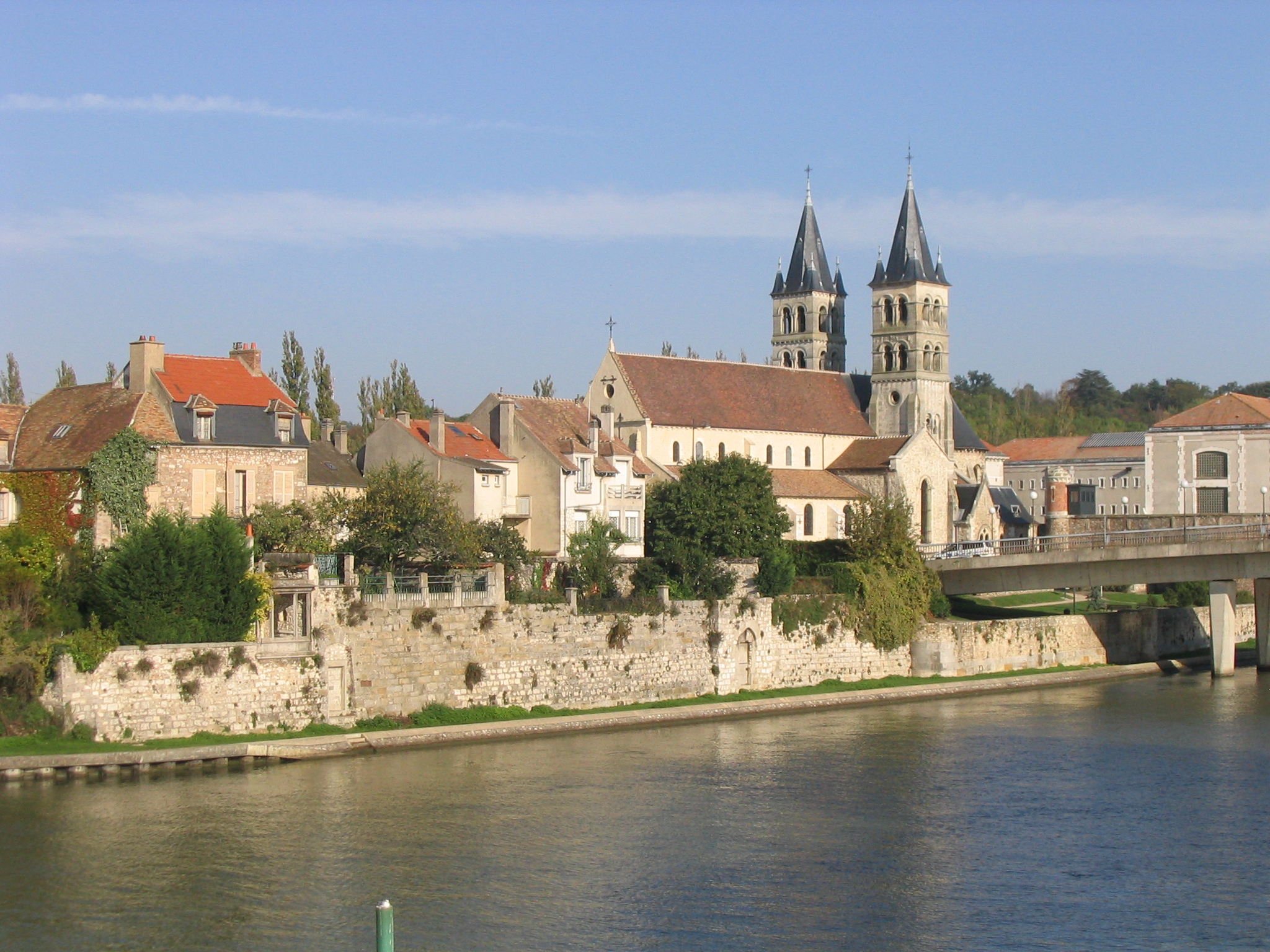
Collégiale Notre-Dame de Melun op het eiland in de Seine
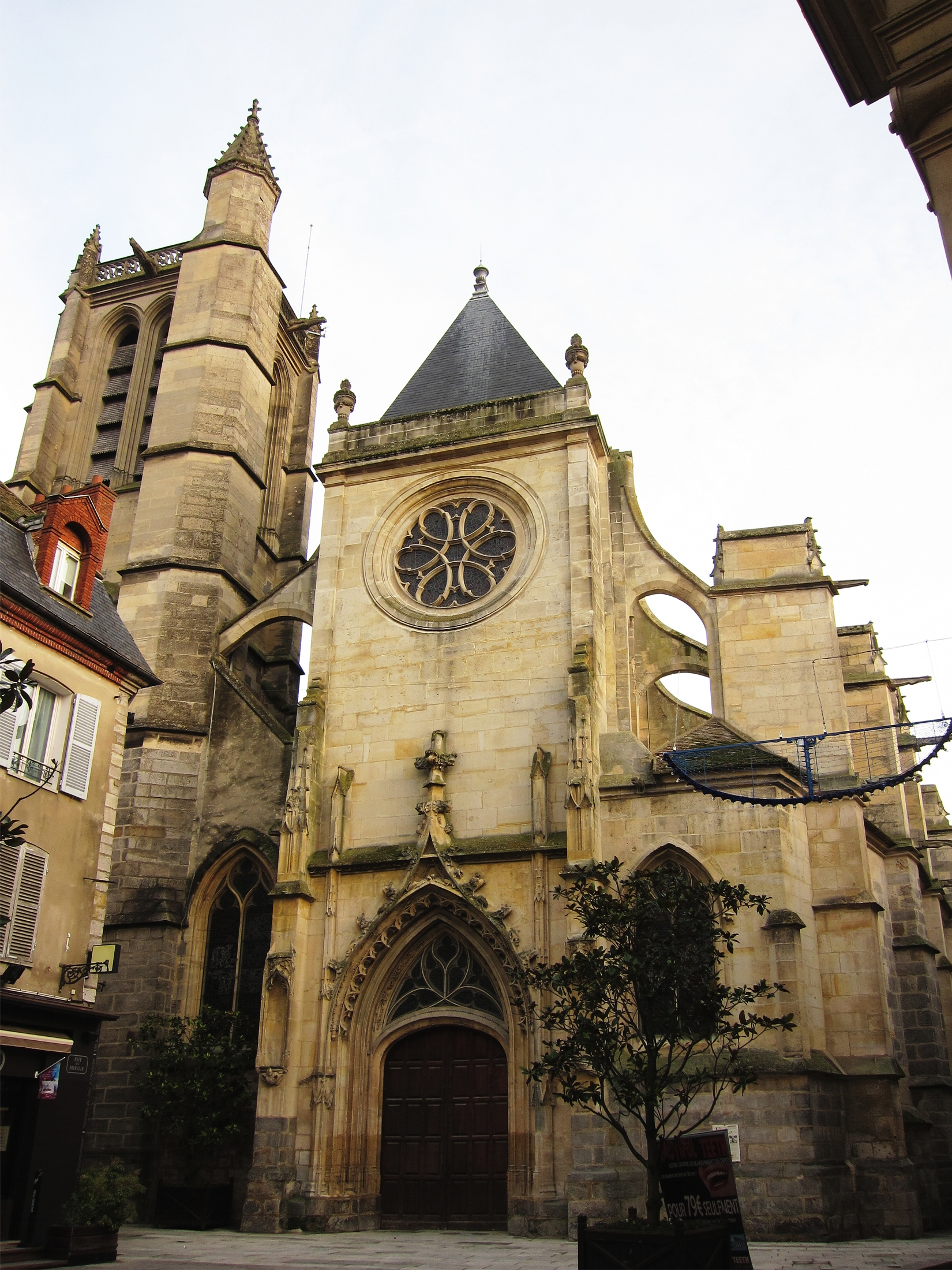
Église Saint-Aspais de Melun
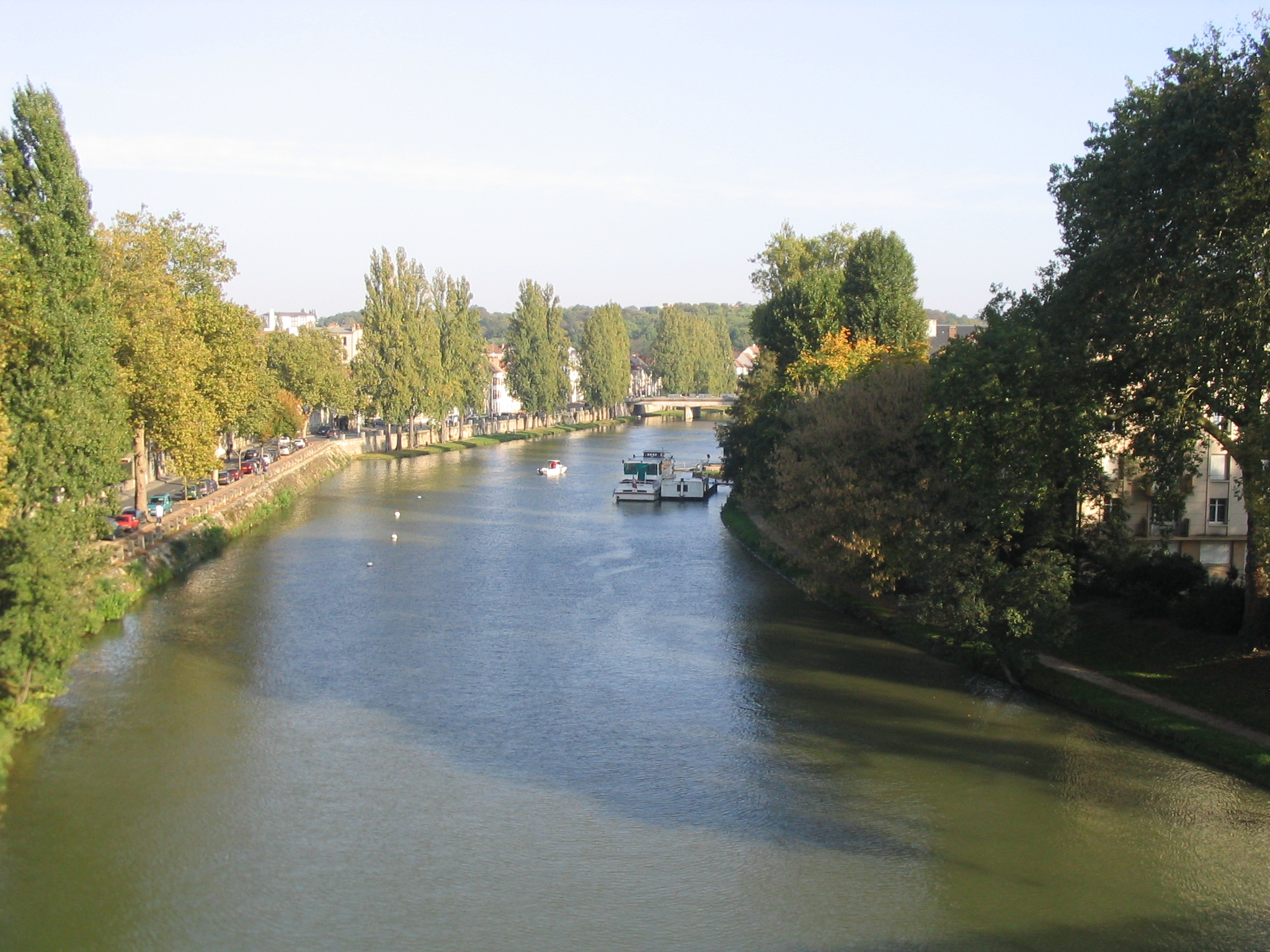
Seine bij Melun
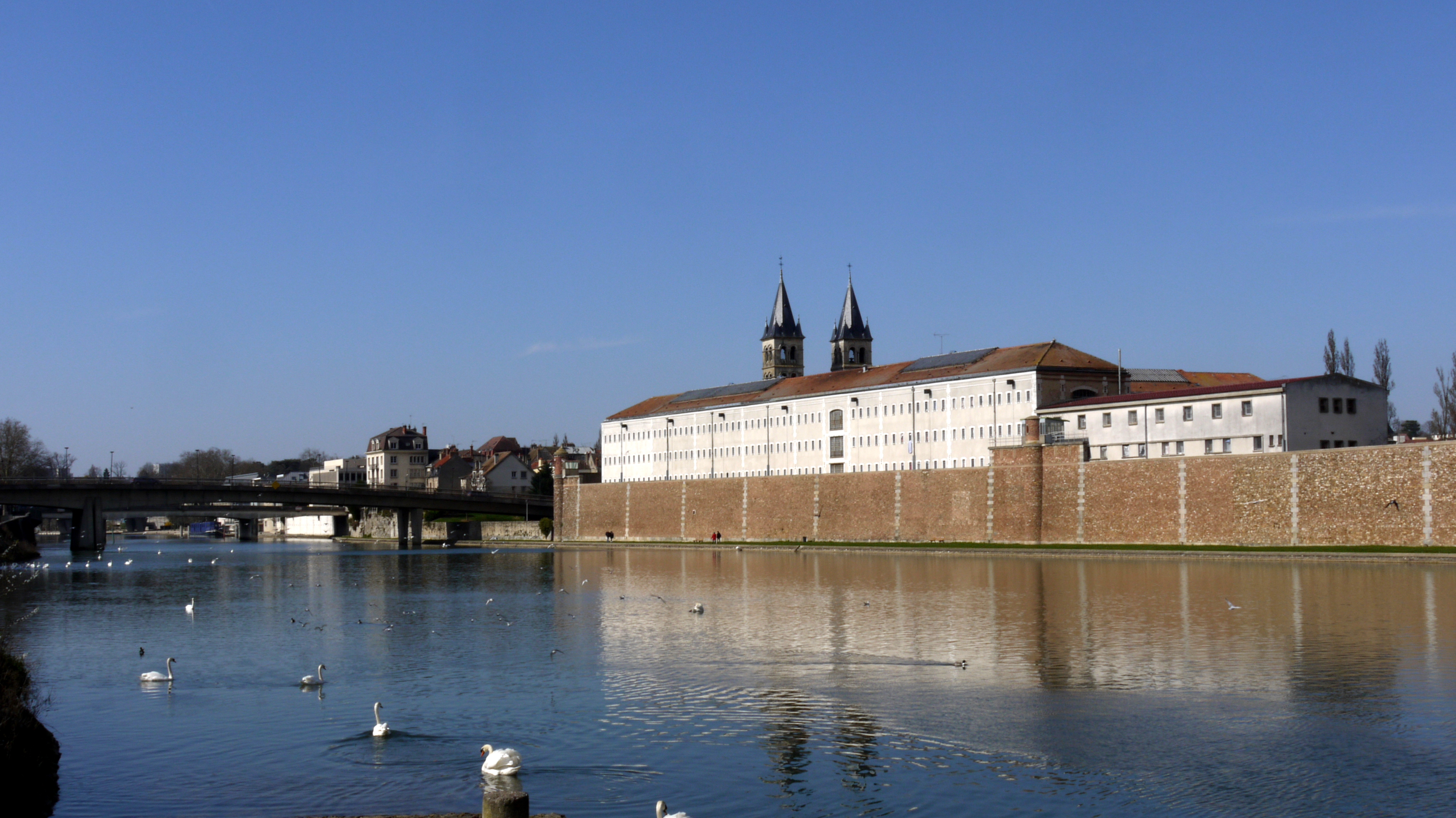
Gevangenis van Melun

De kerk Notre-Dame, een voormalige kapittelkerk werd gebouwd in de 11e eeuw, maar werd sterk gerestaureerd in de 19e eeuw. Het diptiek van Melun is een tweeluik dat door Jean Fouquet omstreeks 1452-1458 werd geschilderd in opdracht van Étienne Chevalier voor de kapittelkerk Notre-Dame in Melun waar het zich bevond tot in 1775. Heden ten dage bevindt het linkerluik zich in de Gemäldegalerie in Berlijn, het rechterluik hangt in het Koninklijk Museum voor Schone Kunsten Antwerpen. Het medaillon met Fouquets zelfportret dat het kader versierde is in het bezit van het Louvre.

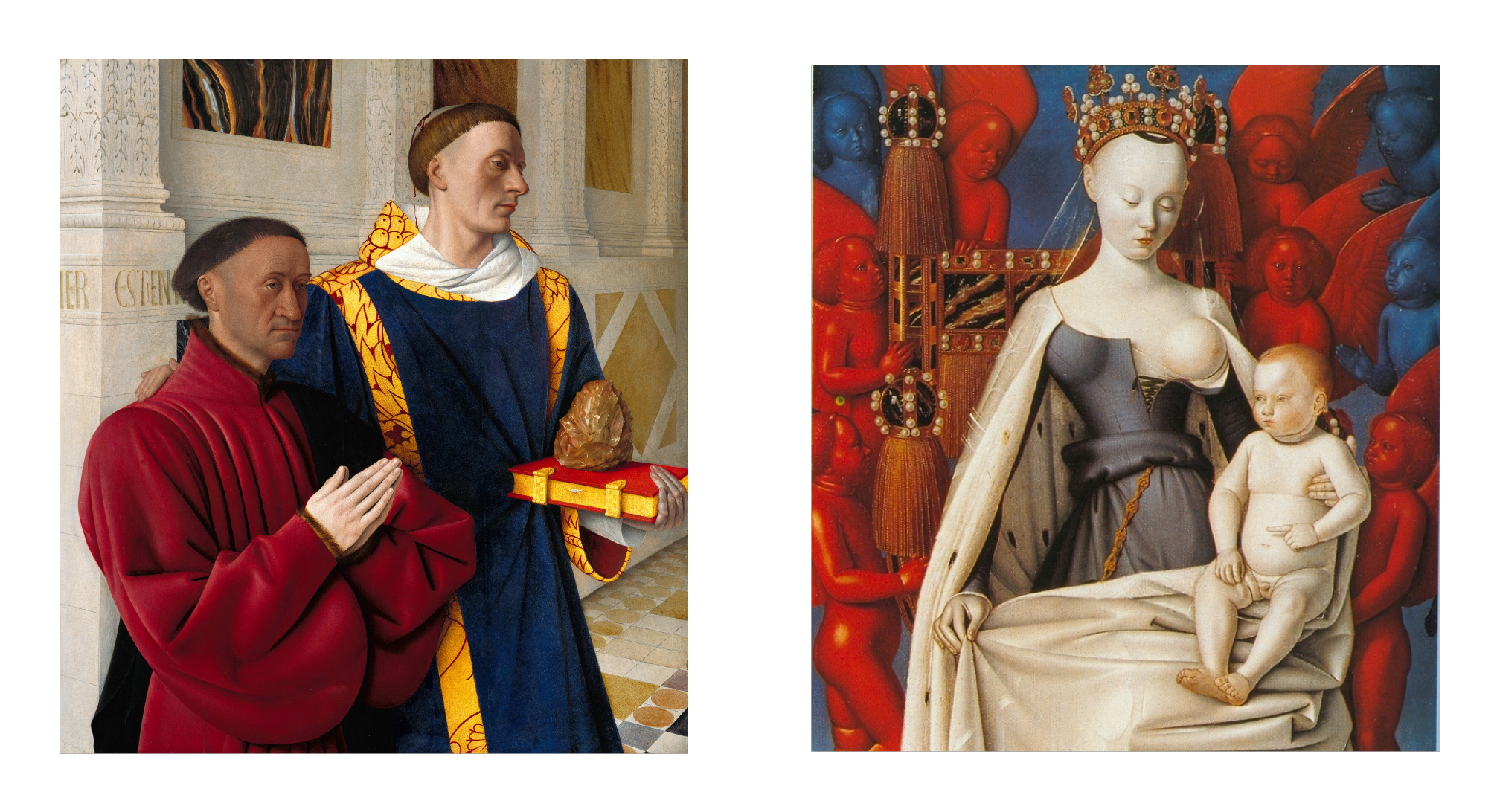
diptiek van Melun

## Geboren
- Étienne Chevalier (ca. 1410-1474), edelman en penningmeester van Karel VII van Frankrijk en van Lodewijk IX van Frankrijk
- Jacques Amyot (1513-1593), bisschop en vertaler
- Louis-Antoine Beaunier (1779-1835), ingenieur
- Bruno Nuytten (1945), cameraman en filmregisseur
- Laurent Sourisseau (1966), cartoonist en hoofdredacteur van Charlie Hebdo
- Franck Gastambide (1978), acteur, filmproducent en regisseur
- Samir Beloufa (1979), voetballer
- Bertrand Grospellier (1981), pokerspeler
- Stéphane Rossetto (1987), wielrenner
- Granddi Ngoyi (1988), voetballer
- Willy Boly (1991), voetballer
- Morgan Ciprès (1991), kunstschaatser
- Romain Cardis (1992), wielrenner
- Jérémie Bela (1993), Angolees-Frans voetballer